# Cải cách hành chính Việt Nam 2016–2020

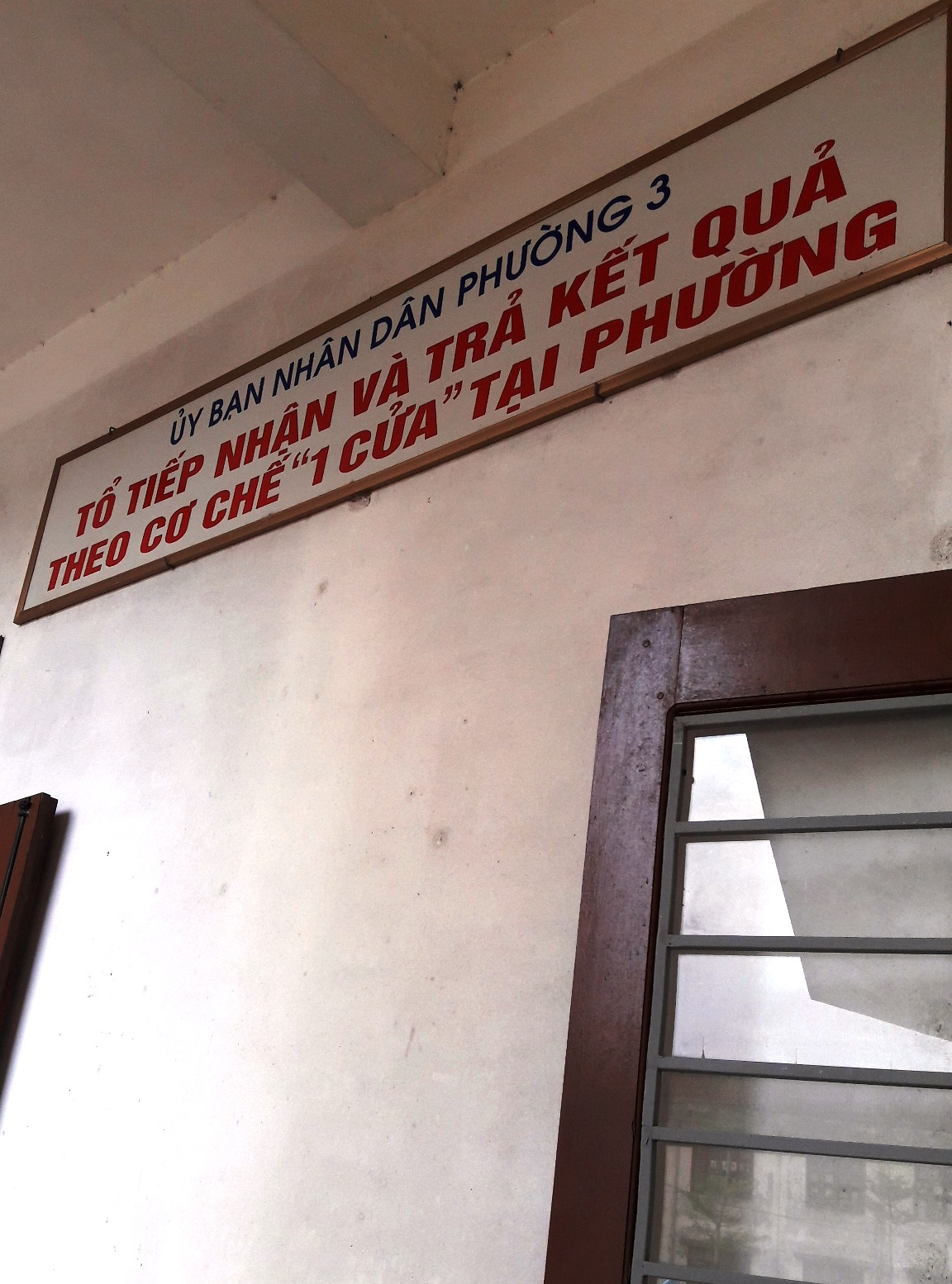
Tổ tiếp nhận và trả kết quả theo cơ chế "1 cửa" tại Ủy ban nhân dân Phường 3, thành phố Đông Hà

Cải cách hành chính Việt Nam 2016–2020 bao gồm các cải cách hành chính đã được thực hiện trong giai đoạn này trên quy mô toàn quốc và theo phân chia các bộ ngành liên quan. Căn cứ trực tiếp để thực hiện chương trình này là Quyết định số 225/QĐ-TTg của Thủ tướng Chính phủ: Phê duyệt Kế hoạch cải cách hành chính nhà nước giai đoạn 2016–2020.

## Cải cách hệ thống hành chính tỉnh thành

### Bỏ nhiều cấp Hội đồng nhân dân
Quốc hội cho ý kiến về thí điểm không tổ chức Hội đồng Nhân dân cấp phường tại Hà Nội: Ngày 29/10/2019, Bộ trưởng Bộ Nội vụ Lê Vĩnh Tân, thừa ủy quyền của Thủ tướng Chính phủ trình bày trước Quốc hội Tờ trình về dự thảo Nghị quyết về thí điểm không tổ chức HĐND tại các phường thuộc quận, thị xã của thành phố Hà Nội. Ngay sau đó, Chủ nhiệm Ủy ban Pháp luật của Quốc hội Nguyễn Khắc Định đã trình bày Báo cáo thẩm tra về dự thảo Nghị quyết trên.
Trước đó, Thứ trưởng Bộ Nội vụ Nguyễn Trọng Thừa cho biết, việc trình Quốc hội ban hành Nghị quyết về thực hiện thí điểm không tổ chức HĐND phường tại thành phố Hà Nội nhiệm kỳ 2021 - 2026 là cần thiết để tạo cơ sở pháp lý vững chắc cho việc từng bước đổi mới mô hình tổ chức chính quyền đô thị tại thành phố Hà Nội, đáp ứng những đòi hỏi từ thực tiễn trong phát triển và yêu cầu quản lý nhà nước trên địa bàn thành phố Hà Nội nói riêng và chính quyền đô thị trên cả nước.

### Sáp nhập nhiều tỉnh thành
Từ tháng 11/2019, Bộ Nội vụ đã có đề án và yêu cầu 35 tỉnh, thành sớm trình đề án sáp nhập huyện, xã. Theo đề án của Bộ Nội vụ trình, Uỷ ban Thường vụ Quốc hội đề nghị Chính phủ tiếp tục chỉ đạo quyết liệt để 35 tỉnh, thành phố còn lại trình Đề án sắp xếp đơn vị hành chính cấp huyện, xã giai đoạn 2019 - 2021. Đề án này tính trên diện rộng và quy mô toàn quốc, song có chia ra bước đi cụ thể.
Trong kỳ họp mùa Xuân năm sau, ngày 11/01/2020 Quốc hội thông qua việc Thông qua việc sáp nhập huyện, xã của 18 tỉnh, thành. 18 tỉnh, thành bao gồm: Bình Dương, Cao Bằng, Gia Lai, Hậu Giang, Lai Châu, Tiền Giang, Tây Ninh, Quảng Ngãi, Yên Bái, Bắc Kạn, Bến Tre, Hải Phòng, Nam Định, Ninh Bình, Quảng Nam, Quảng Bình, Vĩnh Long và Vĩnh Phúc.
Chính phủ cũng trình hồ sơ sắp xếp 12 đơn vị cấp huyện để giảm 4 đơn vị cấp huyện và 223 đơn vị cấp xã để giảm 109 đơn vị cấp xã.Trong số này, đáng lưu ý là tỉnh Cao Bằng sẽ sắp xếp 6 đơn vị cấp huyện để giảm 3 đơn vị cấp huyện và 76 xã để giảm 38 đơn vị cấp xã. Tại tỉnh Quảng Ngãi sẽ giải thể 3 đơn vị cấp xã thuộc huyện đảo Lý Sơn. Sau khi thực hiện giải thể thì huyện đảo Lý Sơn không còn đơn vị cấp xã trực thuộc.

### Sáp nhập và bỏ nhiều đơn vị cấp xã, phường, thị trấn
Tại nhiều tỉnh, đã thông qua nghị quyết về chủ trương sắp xếp đơn vị hành chính (ĐVHC) cấp xã, hường, thị trấn. Như tại tỉnh Thanh Hóa, sau khi sắp xếp 143 xã, phường, thị trấn và điều chỉnh địa giới hành chính 3 xã thành 67 xã, phường, thị trấn; thành lập 1 thị trấn mới trên cơ sở nguyên trạng xã Tân Ninh, huyện Triệu Sơn, toàn tỉnh còn 559 ĐVHC cấp xã (giảm 76/143 đơn vị cấp xã, phường, thị trấn tức hơn 50%). Tỉnh Hà Tĩnh cũng giảm được 46 đơn vị cấp xã. Toàn quốc theo kế hoạch tại 45 tỉnh, thành phố sẽ thực hiện sáp nhập cấp huyện, cấp xã trong giai đoạn 2019 - 2021, qua đó giảm được 6 huyện, 560 xã.

## Dự án Cơ sở dữ liệu quốc gia về dân cư
Dự án này được thực hiện trong nhiều năm và dự kiến vận hành đầu năm 2021.

## Bỏ sổ hộ khẩu giấy
Ngày 23/5/2020, Bộ trưởng Bộ Công an Tô Lâm đã có tờ trình dự thảo Luật cư trú (sửa đổi) theo hướng thay thế phương thức quản lý cư trú của công dân từ thủ công là sổ hộ khẩu và sổ tạm trú giấy bằng việc quản lý thông qua dữ liệu điện tử, ứng dụng công nghệ thông tin. Theo đó có thể sử dụng mã số định danh cá nhân của công dân để truy cập, cập nhật thông tin trên cơ sở dữ liệu quốc gia về dân cư. Bộ cũng dự tính đến cuối năm 2020 hoàn tất cấp số định danh cá nhân. Dự thảo luật bổ sung 4 trường hợp cần xóa đăng ký thường trú, trong đó có trường hợp xóa đăng ký với công dân vắng mặt tại nơi thường trú từ trên 12 tháng liên tục mà không đăng ký tạm trú ở nơi nào hoặc không khai báo tạm vắng, trừ trường hợp xuất cảnh ra nước ngoài. Tuy nhiên, nếu công dân trở về địa phương sinh sống tại nơi đăng ký thường trú ban đầu sẽ được đăng ký lại. Đối với việc đăng ký thường trú tại thành phố trực thuộc trung ương, dự thảo luật cũng bỏ các quy định riêng về điều kiện đăng ký, không có sự phân biệt và áp dụng thống nhất trên toàn quốc.
Tuy nhiên, đến giữa 2020 mới có hơn 18 triệu công dân được cấp số định danh cá nhân và dự kiến đến tháng 12/2020 sẽ hoàn thành cho toàn bộ công dân. Theo Bộ Công an, công tác chuẩn bị và thực hiện này cần nhiều thời gian, đòi hỏi sự chính xác, có kiểm tra, đối soát chặt chẽ, việc đầu tư, bố trí kinh phí còn hạn chế nên quá trình triển khai gặp không ít vướng mắc.

## Cải tiến về Căn cước công dân

### Căn cước công dân thay chứng minh thư nhân dân
Việc cấp căn cước công dân (CCCD) thay cho chứng minh thư nhân dân được bắt đầu triển khai từ năm 2014 và ban đầu ở dạng thí điểm diện hẹp nhằm rút kinh nghiệm.
Đến 2020, việc cấp căn cước công dân sẽ là bắt buộc và triển khai đồng loạt. Từ 01/01/2020, cấp thẻ Căn cước công dân thay cho CMND trên cả nước theo lộ trình được đề ra tại Luật Căn cước công dân năm 2014, thay vì chỉ một số địa phương như trước đó. Cơ quan chức trách tiến hành đồng loạt cấp thẻ Căn cước công dân tại 63 tỉnh, thành. Tính đến giữa năm 2020 đã có 16 tỉnh, thành phố được cấp thẻ Căn cước công dân.
Cũng giữa năm 2020, bắt đầu đề xuất việc cấp căn cước gắn chip thay cho loại thông thường trước đó.

### Căn cứ công dân có gắn chip
Chủ trương đầu tư dự án sản xuất, cấp và quản lý căn cước công dân của Bộ Công an được Thủ tướng phê duyệt bằng quyết định 1368 và triển khai trên quy mô toàn quốc với việc cấp mới 50 triệu căn cước công dân.

## Cải cách ở Bộ Công an
Từ ngày 6/8/2018, Bộ Công an không còn 6 tổng cục trực thuộc, 60 cục được sắp xếp lại, giảm gần 300 đơn vị cấp phòng. 20 Sở Cảnh sát phòng cháy chữa cháy được sáp nhập vào công an tỉnh, thành phố. Vì vậy, công an cấp tỉnh giảm hơn 500 đơn vị cấp phòng và giảm 1.000 đơn vị ở cấp đội.
Trước đó, Bộ trưởng Công an Tô Lâm từng cho rằng mục tiêu của kiện toàn tổ chức bộ máy Bộ Công an gắn với hoàn thiện cơ chế, đổi mới phương thức lãnh đạo tuyệt đối, trực tiếp về mọi mặt của Đảng đối với công an nhân dân, bảo đảm thống nhất, xuyên suốt từ trung ương đến cơ sở; thống nhất thực hiện chế độ thủ trưởng đơn vị đồng thời là bí thư cấp ủy để kịp thời lãnh đạo chỉ đạo các mặt công tác; xây dựng, hoàn thiện cơ chế phối hợp giữa Đảng ủy Công an Trung ương với các tỉnh ủy, thành ủy.

## Hợp nhất nhiều đoàn thể
Vấn đề được đưa ra từ tháng 4/2018, theo đó Ủy ban T.Ư MTTQ Việt Nam đề xuất các phương án hợp nhất 5 đoàn thể vào Mặt trận Tổ quốc, bao gồm: Hội Phụ nữ, Đoàn Thanh niên, Liên đoàn lao động, Hội Nông dân, Hội Cựu chiến binh.
Theo phương án thứ nhất, các tổ chức, 4 đề xuất được đại diện Ban tổ chức T.Ư thông tin gồm: Phương án một là giữ nguyên mô hình tổ chức hoạt động của MTTQ Việt Nam và các đoàn thể chính trị - xã hội như hiện nay. Tuy nhiên, sẽ có lộ trình từng bước thực hiện cơ chế tự chủ về tài chính và tổ chức; Nhà nước giao kinh phí căn cứ vào nhiệm vụ thực hiện.
Phương án hai, nhất thể hóa chức danh Chủ tịch MTTQ và các đoàn thể chính trị - xã hội, thành lập cơ quan chuyên trách tham mưu, giúp việc chung cho các đơn vị này; trước mắt thực hiện ở cấp tỉnh, cấp huyện. Phương án ba, hợp nhất 5 đoàn thể chính trị - xã hội gồm: Hội Phụ nữ, Đoàn Thanh niên, Liên đoàn Lao động, Hội Nông dân, Hội Cựu chiến binh thành các ban của MTTQ Việt Nam, trước mắt thực hiện thí điểm ở cấp huyện và xã. Phương án cuối cùng là hợp nhất Ban Dân vận và MTTQ Việt Nam.
Cơ sở để đưa ra các đề xuất này là do trong 30 năm đổi mới, mô hình tổ chức và phương thức hoạt động của MTTQ Việt Nam, bên cạnh những thành tích, ưu điểm còn bộc lộ nhiều hạn chế, yếu kém, bất cập như cơ cấu tổ chức, bộ máy còn cồng kềnh, bất hợp lý, kém hiệu quả, trên một số lĩnh vực chức năng, nhiệm vụ chưa được tách bạch, rõ ràng. Điều này đòi hỏi MTTQ Việt Nam và các đoàn thể chính trị - xã hội cần tiếp tục đổi mới, hoàn thiện mô hình tổ chức và các phương thức hoạt động.

## Kết quả và hiệu quả của cải cách hành chính 2016-2020

### Dư ra 20.000 cán bộ cấp xã, phường, thị trấn
Theo kế hoạch sắp xếp, sáp nhập trên quy mô toàn quốc, tại 45 tỉnh, thành phố tiến hành và hoàn tất việc thực hiện sáp nhập cấp huyện, cấp xã trong giai đoạn 2019 - 2021, sau đó giảm được 6 đơn vị cấp huyện, giảm 560 xã và đặc biệt dôi dư ra 20.000 cán bộ các cấp xã phường, thị trấn. Sau dôi dư, phương án nào để giảm hẳn được số lượng cán bộ này sẽ là vấn đề lớn và cần được giải quyết thấu đáo, kịp thời.

### Dôi dư ra nhiều cơ quan công sở
Việc hợp nhất các cơ quan báo chí ở địa phương và các ngành đã làm dôi dư ra nhiều công sở của ngành báo. Các công sở này được trả lại hoặc một số đang chờ những phương án sử dụng hiệu quả hơn.
Thực hiện chủ trương sáp nhập các xã, chỉ riêng tỉnh Hà Tĩnh đã dôi dư 46 trụ sở. Trong đó có những trụ sở xã vừa xây dựng, tu bổ với kinh phí nhiều tỷ đồng nhưng buộc phải bỏ hoang. Nhiều trụ sở vừa xây mới hoặc vừa sửa sang, nâng cấp. Theo phòng quản lý giá và công sản (Sở Tài chính Hà Tĩnh) cho biết, đối với các trụ sở xã đang bỏ hoang sắp tới sẽ có phương án. Một số trụ sở xã sẽ bán, số tiếp tục sử dụng, có một số xã sẽ điều chuyển. Nếu tính trên bình diện cả nươcs có thể dôi dư ra hàng ngàn trụ sở của các cơ quan hành chính cấp xã, huyện, tỉnh.

### Ngành công an: giảm chi hàng ngàn tỷ đồng
Bộ trưởng Bộ Công an Tô Lâm cho hay sau khi cải cách hành chính ở ngành này đã tiết kiệm chi được hàng ngàn tỷ đồng. Bộ trưởng Tô Lâm cũng cho biết chi tiết hơn là việc bỏ 6 tổng cục, Bộ Công an tiết kiệm 1.000 tỷ.
“Đây là sự thay đổi trong tư duy, cách làm việc, phong cách làm việc chứ không chỉ thay đổi về bộ máy. Tư duy mới và phương pháp làm việc mới rất quan trọng, mới có thể góp phần nâng cao hiệu lực, hiệu quả của bộ máy”, Bộ trưởng cũng nhấn mạnh là chức năng, nhiệm vụ của Bộ Công an không có gì thay đổi nhưng bộ máy tổ chức lại có hiệu quả. Có 2 việc lớn là không tổ chức cấp trung gian và đưa lực lượng chính quy xuống bám sát cơ sở, bám vào dân. Nói về việc không tổ chức cấp trung gian - tổng cục, Bộ trưởng Công an cho biết trong 72 năm hoạt động của ngành, có 36 năm có tổng cục, 36 năm không có. Về việc ra đời cấp tổng cục, xuất phát điểm đầu tiên là chủ trương xây dựng những đơn vị nòng cốt để tách 2 Bộ An ninh và Bộ Công an phụ trách lực lượng cảnh sát.
“Có lúc Bộ Công an có 8 tổng cục, rồi thu gọn lại thành 6. Trong quá trình cải cách có rất nhiều ý kiến. Và hệ 'chân rết' ở địa phương là Ban chỉ huy an ninh, Ban chỉ huy cảnh sát của 2 Tổng cục cũng thực hiện được mấy năm thì quá cồng kềnh, quá phức tạp nên giải tán ngay. Cuối cùng chỉ còn Bộ là còn cấp tổng cục”, Bộ trưởng Tô Lâm lý giải chi tiết việc này trong các bài phát biểu của ông năm 2019.